# Lucien Mengaud
Pour les articles homonymes, voir Mengaud.
Lucien Mengaud (Lavaur, 1804 - Toulouse, 12 juillet 1877) est un écrivain toulousain d'expression occitane.
Auteur notamment de La Tolosenca (La Toulousaine), mise en musique par Pierre-Louis Deffès, chanson qui a inspiré Claude Nougaro pour son grand succès Toulouse.

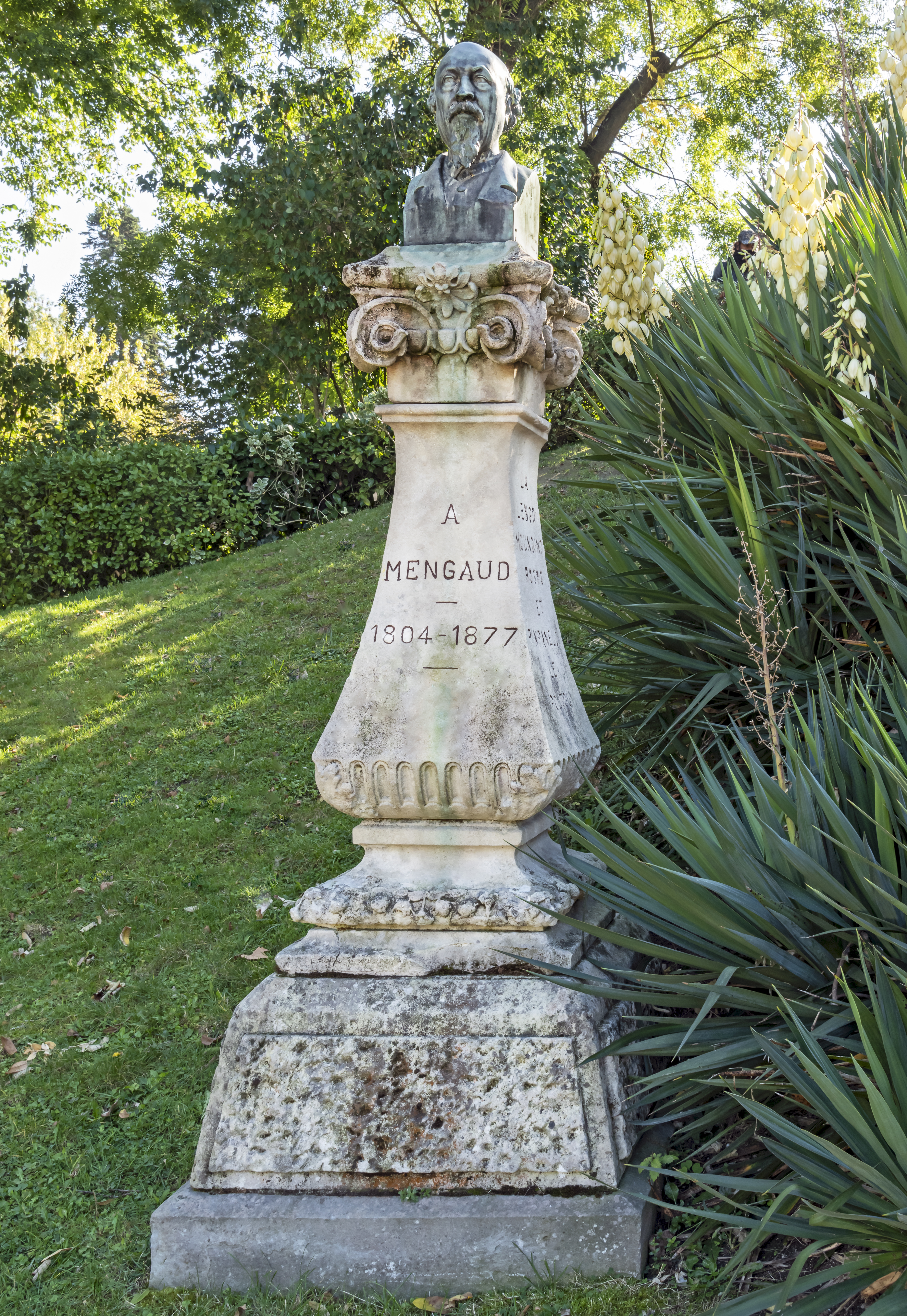
Monument à Lucien Mengaud Jardin du Grand Rond à Toulouse
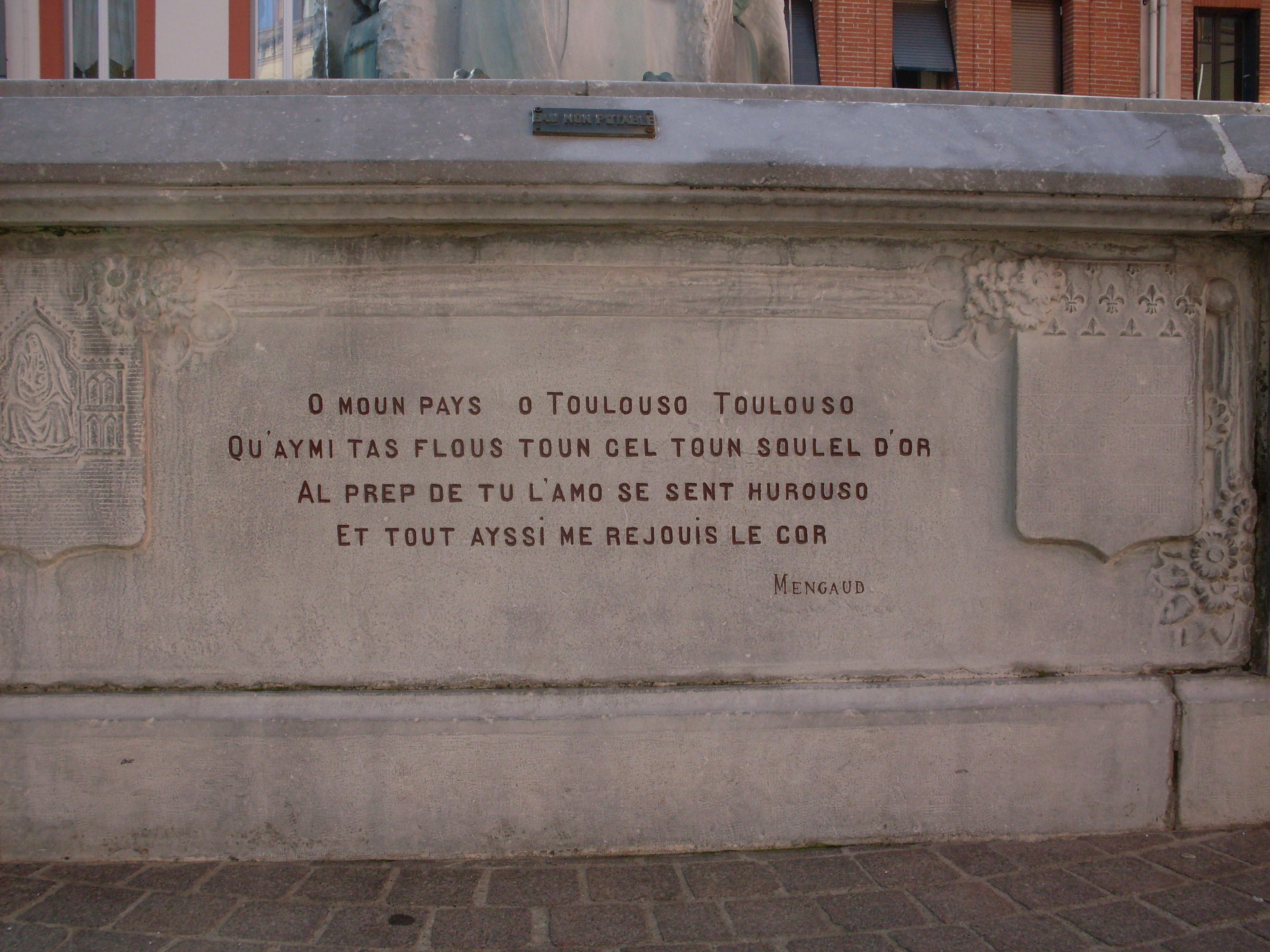
Citation de Mengaud sur le socle de la fontaine Aux jeux floraux, place de la Concorde, Toulouse